# Patrozinium

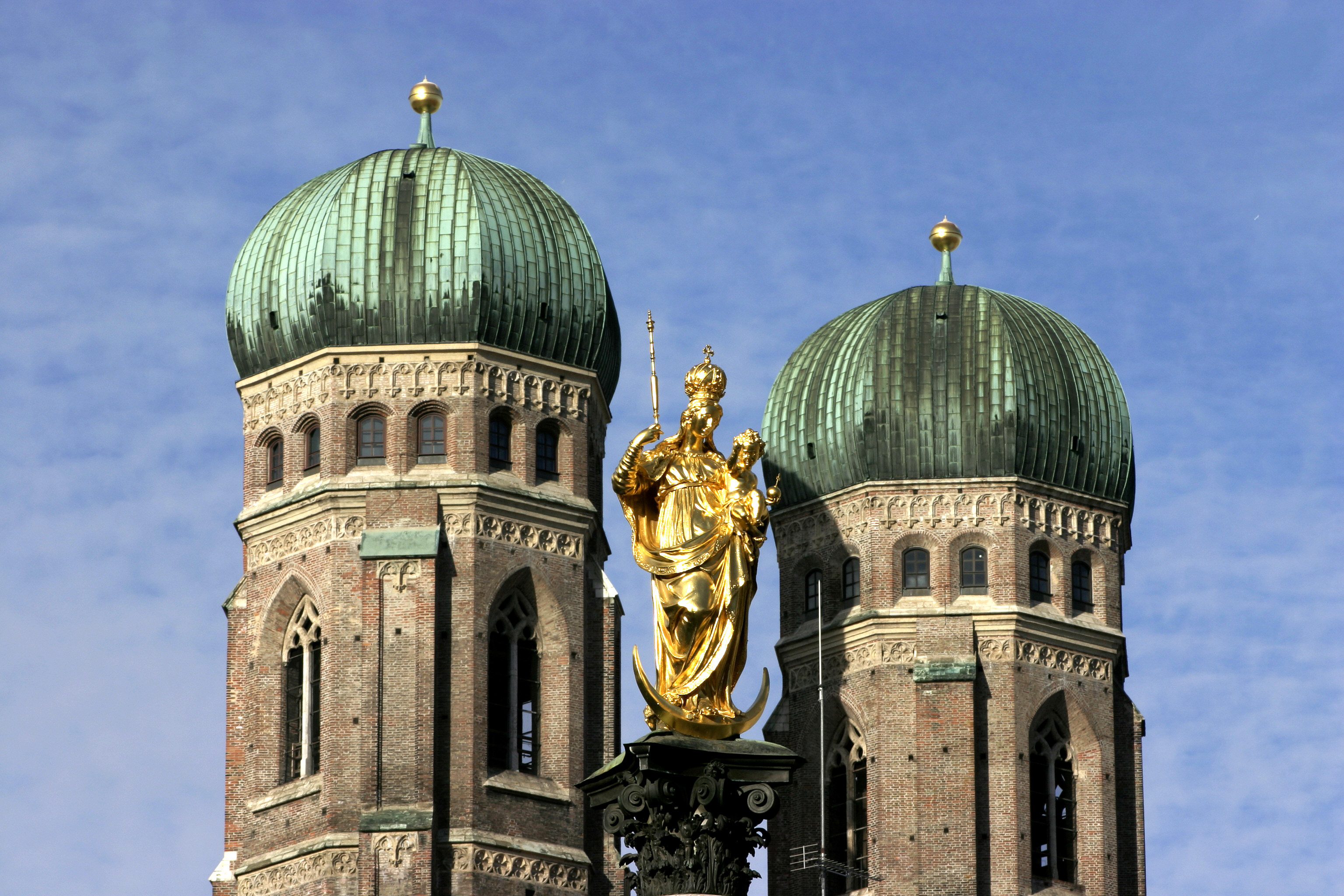
Mariensäule und Dom zu Unserer Lieben Frau, der „Frauenkirche“ zu München

Als Patrozinium (von lateinisch patrocinium ‚Beistand‘) wird die Schutzherrschaft eines Heiligen über eine Kirche bezeichnet. Der Begriff wird im deutschen Sprachgebrauch weitgehend mit dem Rechtsbegriff des titulus ecclesiae („Kirchentitel“) gleichgesetzt.
Als „Patrozinium“ wird auch das „Titelfest“ oder „Patronatsfest“ bezeichnet, das am liturgischen Gedenktag des Schutzpatrons begangen wird, dessen Titel eine Kirche trägt (der Titelheilige). Ist eine Kirche nicht einem Heiligen, sondern einem Glaubensgeheimnis gewidmet, spricht man auch vom „Titularfest“. Es hat für die betreffende Kirche den liturgischen Rang eines Eigen-Hochfestes. Das Patronatsfest wird in katholischen Gegenden mitunter mit einer Prozession und einem Volksfest begangen.
In zahlreichen Kirchen beeinflusste das Patrozinium das äußere und innere Bildprogramm.

## Geschichte
In der Alten Kirche war es zunächst Brauch, am Grab eines heiligen Märtyrers dessen Beistand zu erflehen. Durch die Reliquientranslation wurde es möglich, Kirchengebäude an einem beliebigen Ort bei der Altarweihe mit einer Reliquie zu versehen; oft wurde die Kirche dann auch dem Patrozinium dieses Heiligen unterstellt. Das zweite Konzil von Nicäa ordnete 787 an, dass in jedem Altar Reliquien beizusetzen seien.
Im römisch-katholischen Ritus der Kirchweihe von 1994 wird die Beisetzung von Reliquien bei der Kirchweihe nicht mehr gefordert, nur noch empfohlen; diese müssten eine gewisse Größe haben, damit sie noch als Teile menschlicher Körper erkennbar sind, und einen Echtheitsnachweis haben. Besaß die Kirche mehrere Reliquien, wurde der Heilige als Kirchenpatron bestimmt, von dem die Kirche die bedeutendsten Reliquien besaß. Heute besteht in der Regel kein Zusammenhang mehr zwischen den im Altar beigesetzten Reliquien und dem Patron oder Namen der Kirche.
Der Reliquienbehälter wird unterhalb der Altarmensa eingefügt (Sepulcrum); die Praxis, ihn in eine Aussparung der Altarplatte einzufügen, ist nicht mehr statthaft. Neben Heiligenreliquien konstituierten auch Partikel (z. B. des Heiligen Kreuzes) ein Patrozinium. Seit dem Spätmittelalter wurden auch Glaubensgeheimnisse für die Namensgebung einer Kirche gewählt wie etwa die Heilige Dreifaltigkeit, Leib oder Blut Christi, der Heilige Geist oder die Verklärung des Herrn, in neuerer Zeit auch das Heiligste Herz Jesu und Christus König.

## Titulus ecclesiaeund Patrozinium

### Das katholische Rechtsinstituttitulus ecclesiae
Durch den titulus erhält die Kirche ihren Namen und ist von anderen Kirchen der Region unterscheidbar. Im römisch-katholischen Kirchenrecht ist das Rechtsinstitut des Kirchentitels im CIC canon 1218 festgelegt:

“Unaquaeque ecclesia suum habeat titulum qui, peracta ecclesiae dedicatione, mutari nequit.”

„Jede Kirche muss ihren Titel haben, der nach vollzogener Weihe nicht geändert werden kann.“

Der Titel einer Kirche (titulus ecclesiae) – der „Titelheilige“ (Titularis) oder das Glaubensgeheimnis – ist somit endgültig. Jedoch konnte im Laufe der Zeit der Kirchenpatron durch einen Compatron oder Patronus secundarius verdrängt werden, wenn etwa die Kirche Reliquien eines bedeutenderen Heiligen oder etwa einen Splitter vom Heiligen Kreuz erhielt oder ein anderer Heiliger dem Zeitgeist mehr zu entsprechen schien.
Das Rechtsinstitut des titulus ecclesiae hat seine Wurzeln in der Zeit der antiken Kirche; die frühesten Kirchen bezogen sich dabei direkt auf Gott. Theologisch besteht eine Analogie zwischen dem titulus ecclesiae und dem Taufnamen, den ein Christ bei seiner Taufe erhält; die Vergabe des titulus geschieht ad instar nominis baptismalis, ‚genauso wie der Taufname‘. Wie der Täufling durch die Taufe in die Kirche inkorporiert wird, wird das Kirchengebäude durch die Dedikation aus dem profanen Bereich gelöst und seiner Zweckbestimmung als Gottesdienstgebäude zugeführt und erhält einen neuen Namen. Bereits das Decretum Gratiani zog im 12. Jahrhundert den Vergleich, dass eine einmal Gott geweihte Kirche nicht ein weiteres Mal geweiht werden müsse (außer im Falle einer Zerstörung oder Entweihung), wie auch ein einmal im Namen des dreifaltigen Gottes getauftes Kind keiner erneuten Taufe bedürfe.
Titel einer Kirche können sein, so die offizielle Einführung in den heutigen Ritus der Kirchweihe: „die Heiligste Dreifaltigkeit, unser Herr Jesus Christus mit Nennung eines seiner liturgisch gefeierten Mysterien oder seines Namens; der Heilige Geist; die selige Jungfrau Maria mit einem ihrer liturgischen Titel; die heiligen Engel; schließlich jeder in das Römische Martyrologium oder in dessen approbierten Anhang aufgenommene Heilige, ein Seliger jedoch nur mit Genehmigung des Apostolischen Stuhles“. Die Kirche soll nur einen einzigen Titel haben, mit Ausnahme von Heiligen, die gemeinsam im Kalender aufgeführt sind. Häufig als Titel gewählte Christusmysterien sind zum Beispiel Christkönig, Salvator oder Herz Jesu; häufige Marienpatrozinien sind: Unsere Liebe Frau, Maria Hilf, Mariä Himmelfahrt oder Königin des Friedens. Das Titelfest oder der Gedenktag eines Kirchenpatrons wird jährlich in dieser Kirche als Hochfest begangen. Es hat eine ähnliche Funktion wie die Feier des Namenstags für den getauften Christen.
Die Vergabe des titulus (eines Heiligen oder eines Glaubensgeheimnisses) an eine Kirche ist kirchenrechtlich vom Vorgang der dedicatio ‚Widmung‘ (der Weihe) zu unterscheiden. Der Titel, der von Klerus und Gläubigen vor Ort gewählt und kirchenaufsichtlich genehmigt wird, wird gewöhnlich bereits bei der Grundsteinlegung des Gebäudes genannt und im Akt der Benediktion oder Weihe der Kirche bestätigt. Im verbreiteten deutschen Sprachgebrauch fällt jedoch in der Formulierung „weihen“ die Widmung der Kirche an Gott als Dedikation (die eigentliche „Weihe“) und die Vergabe eines titulus zusammen.
Auch die Altäre, mit denen Heilige geehrt werden sollen, werden Gott geweiht. Augustinus von Hippo schrieb: „Keinem der Märtyrer, sondern dem Gott der Märtyrer errichten wir an den Gedenkstätten der Märtyrer Altäre.“ In den kirchlichen Vorschriften zur Weihe eines Altares wird gefordert, dass man dies „den Gläubigen deutlich erklären“ müsse.
Der Name einer Pfarrei und der Titel der Pfarrkirche sollen übereinstimmen. Dies ist jedoch keine zwingende Vorschrift. Bei der Fusion mehrerer Pfarreien behalten alle Kirchen ihren titulus ecclesiae. Die neue Pfarrei erhält den Namen der gemeinsamen Pfarrkirche, doch ist es aus pastoralen Gründen auch möglich, einen Namen für die neue Pfarrei zu wählen, der sich vom Titel der Kirchen unterscheidet.

### Sprachliche Gleichsetzung vontitulus,PatroziniumundPatronim Deutschen
Andreas Graßmann weist darauf hin, dass im deutschen Sprachgebrauch zwischen dem Kirchentitel und dem „Patrozinium“ einer Kirche nur sehr unzureichend differenziert wird, die Begriffe werden häufig gleichgesetzt; Patrozinium kann zudem sowohl den Namen einer Kirche als auch das Titelfest bedeuten.
- Im geltenden Kirchenrecht erscheint der Begriff patrocinium ausschließlich im kirchlichen Prozessrecht in der Bedeutung „Rechtsschutz“, „Rechtsbeistand“, in der Bedeutung „Schutzverhältnis eines Heiligen“ wird er nicht verwendet. Patrozinium als Bezeichnung für die Festfeier des Kirchen-, Orts- oder Landespatrons ist als „sprachliche Eigenheit der deutschsprachigen Liturgiewissenschaft“ verbreitet und gebräuchlich, so Graßmann unter Verweis auf Karl Ernst Schrod. Forscher wie Arnold Angenendt oder Hans-Jürgen Becker unterscheiden nicht zwischen Titel und Patrozinium. Der Kirchenrechtler Klaus Mörsdorf meidet den Begriff Patrozinium und unterscheidet zwischen Patron und Patronatsfest.[12]
- In der geisteswissenschaftlichen historischen Forschung, die wegen der Reichhaltigkeit ihrer einschlägigen Befassung mit der Thematik den allgemeinen Sprachgebrauch geprägt hat, wird nur schwach zwischen Titel und Patrozinium unterschieden, oder beide werden sogar ausdrücklich gleichgesetzt. Dabei wird Patrozinium häufig als Überbegriff gesetzt und als einzige Bezeichnung gebraucht.[13]

Ein verwandtes, jedoch rechtlich unterschiedenes Konzept zum Patrozinium ist das des Titelheiligen (Titularis) als (Schutz-)Patron einer Kirche. Dieser wird – ähnlich wie beim Taufnamen eines Christen – verstanden als Vermittler, Fürsprecher oder Rechtsbeistand bei Gott (intercessor seu advocatus apud Deum). Streng vom Titel einer Kirche zu unterscheiden ist der Schutzpatron des Ortes, an dem die Kirche steht, auch wenn vielfach Ortspatron, Kirchenpatron und Kirchentitel übereinstimmen.

## Verbreitete Patrozinien
In manchen Zeiten oder Regionen gab es besonders verehrte Heilige, die dann für zahlreiche Kirchen als Patrone gewählt wurden. Am Patrozinium kann man mitunter auch erkennen, wer eine Kirche gestiftet hat. So stifteten Kaufleute im Hochmittelalter gerne Kirchen mit einem Nikolauspatrozinium, da dieser als Schutzpatron der Kaufleute galt. In der Zeit der Frankenkönige waren die Patrozinien der Heiligen Petrus, Dionysius von Paris, Stephanus und Martin von Tours verbreitet, danach Vitus, Mauritius, Laurentius und Bartholomäus. Die Klosterkirchen der Prämonstratenser und Zisterzienser trugen das Patrozinium der Gottesmutter Maria. Die Verehrung der heiligen Anna gewann um 1500 an Bedeutung. Zahlreiche in Deutschland während des Kulturkampfes neu erbaute Kirchen erhielten das Patrozinium des heiligen Josef. Nach der Einführung des Christkönigsfestes 1925 entstanden zahlreiche Christkönigskirchen.
Unter den rund 10.000 Patrozinien von Kirchen und Pfarreien in Deutschland beziehen sich etwa 1.400 auf Maria. Einige Patrone betreffen nur eine einzige Pfarrgemeinde.

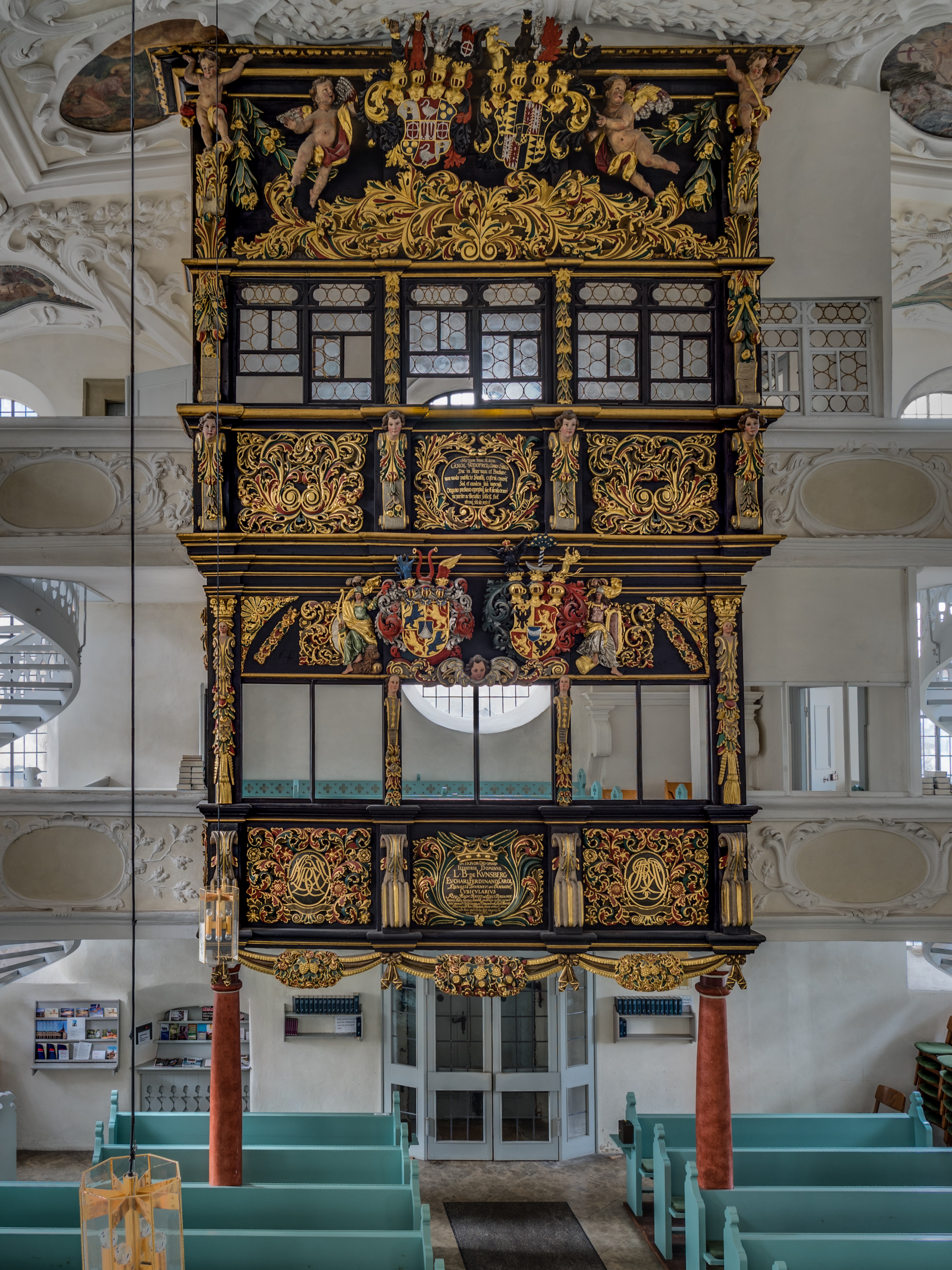
Beispiel einer Patronatsloge in der Kirche St. Laurentius, Thurnau

## Kirchenpatronat
Das Patrozinium sollte nicht mit dem Patron/Patronat verwechselt werden. Dabei geht es um in einer Generationenfolge wechselnde natürliche Personen oder auch um juristische Personen. Der Kirchenpatron übt (oder übte früher) das weltliche Regiment über das Gebiet, in dem sich eine Kirche befindet, das Kirchenpatronat oder Patronatsrecht (lateinisch ius patronatus), kurz auch Patronat, aus. Es ist i. d. R. die Schirmherrschaft eines Landes- oder Grundherrn (auch einer Gebietskörperschaft oder ein kirchlicher Rechtsträger wie ein Kloster oder ein Domkapitel) über eine Kirche und deren Bedienstete (z. B. bei der Berufung eines Pfarrers). Oft basieren die Rechte auf damit verknüpften finanziellen Regelungen. Das Patronat findet seinen Ausdruck oft in einem besonderen Sitzplatz in der Kirche (im Patronatsgestühl, evtl. auch in einer besonderen baulichen Patronatsloge).

### Patrozinienforschung allgemein
- Franz-Heinrich Beyer: Geheiligte Räume. Theologie, Geschichte und Symbolik des Kirchengebäudes. Wissenschaftliche Buchgesellschaft, Darmstadt 2008, ISBN 978-3-534-20480-9. Darin Kapitel 2.3.2: Die Heiligenverehrung (Heiligengrab) und das Patrozinium. S. 35.
- Helmut Flachenecker: Patrozinienforschung in Deutschland. In: Concilium Medii Aevi, Jg. 2 (1999), S. 145–163 (im Volltext auf cma.gbv.de, 63 kB).
- Graham Jones: Saints in the Landscape: Heaven and Earth in Religious Dedications. Tempus 2007, ISBN 978-0-7524-4108-5.
- Graham Jones (Hrsg.): Saints of Europe. Studies Towards a Survey of Cults and Culture. Shaun Tyas / Paul Watkins Publishing, Donington (Lincolnshire) 2009, ISBN 1-900289-57-1.

### Regionale Studien
- Herwig Ebner: Patrozinienkarte. In: Harry Kühnel (Red.): Romanische Kunst in Österreich (Katalog zur Ausstellung in der Minoritenkirche in Krems-Stein, 1964). Österreichische Staatsdruckerei, Wien 1964, S. 290.
- Peter Ilisch, Christoph Kösters (Bearb.): Die Patrozinien Westfalens von den Anfängen bis zum Ende des Alten Reiches. Aschendorff, Münster 1992, ISBN 3-402-03838-2.
- Franz Zarl: Die Besiedlung und Christianisierung des Viertels ob dem Wienerwald im Lichte der Volkskunde. Patrozinienforschung und Ortsnamenkunde. Dissertation, Wien 1963.